# Háeggjaás
Háeggjaás är en kulle i republiken Island. Den ligger i regionen Norðurland vestra, 150 km nordost om huvudstaden Reykjavík. Toppen på Háeggjaás är 348 meter över havet.
Trakten runt Háeggjaás är nära nog obefolkad, med mindre än två invånare per kvadratkilometer. Det finns inga samhällen i närheten. Trakten runt Háeggjaás består i huvudsak av gräsmarker.